# 山根綺・富田美憂 ややとみの
『山根綺・富田美憂 ややとみの』（やまねあや とみたみゆ ややとみの）は、2022年10月4日からニコニコチャンネルと連携した形で、ニコニコ生放送にて配信されているインターネットラジオ番組。パーソナリティは声優の山根綺と富田美憂。

## 概要
2022年10月4日よりニコニコチャンネル「セカンドショットちゃんねる」で配信開始された映像付きラジオ番組。2022年9月に新番組として発表され、初回にて番組タイトルを発表した。

## 配信時間
- 隔週火曜日 22:30 - 23:00
  - ニコニコチャンネルでは配信直後にアフタートーク、および1週間のタイムシフト期間終了後に完全版のアーカイブが有料会員限定で公開されている。
  - YouTubeの「セカンドショットちゃんねる」でも本編のみ同時配信されており、隔週水曜日14:00に前日に配信した「本放送」のアーカイブを4週間限定で公開。
  - 2024年6月8日から受けたニコニコサービスへのサイバー攻撃の影響により、ニコニコサービス全体が利用できなくなったため、本配信は第44回（2024年6月11日配信）はYouTubeのみとなり、第45回（2024年6月25日配信）よりニコニコ生放送の代替配信はOPENREC.tvとなった。また、ニコニコチャンネル会員向けの完全版アーカイブおよびアフタートークはニコニコサービス復旧後に公開される予定だったが、大規模メンテナンスが長期となったため、期間中の完全版アーカイブとアフタートークはOPENREC.tvに一時的に移行し、OPENRECサブスク限定で公開されていた[3]。第48回（2024年8月20日配信）でOPENREC.tvでの代替配信を終え、ニコニコチャンネルサービス再開後の第49回（2024年9月3日配信）よりニコニコ生放送での配信に戻った。

## ゲスト
- 第50回 - 上田瞳 ※富田の体調不良に伴う代役[4]

## 主なコーナー
毎回サブタイトル予想として「ややとみの○○」に入る言葉をメールで募集しており、オープニングでは2人によるサブタイトルコールが行われる。
ふつおた
番組やイベントの感想を募集するほか、富田に勧めたい趣味も募集する。
日本全国 TOMODACHI コンプリート!
日本全国の土地の名物や風習などを教えてくれる友達を増やしていく柱企画。くじで決めた都道府県のリスナーから規定数以上のメールが届けば、その土地の名物を取り寄せる。
ほとんど私グランプリ（挑戦者求ム）
2人のフィーリングを証明しようと質問の答えを予想した上でマッチング率を判定する。
友情返信コンクール
友達同士がSNSでやりとりしているような感覚でお題への返信文を募集する。
ストレンジャー・フレンズ
心理テストや占いを通し、2人の互いの未知の部分を探る。
以下はいずれもアフタートークにて配信。
友達ルームツアー
本棚や机の上、ショーケース、冷蔵庫の中など、リスナーから届いた部屋の写真を募集し、紹介する。
めしトモ＆いぬトモ
リスナーから届いたご飯や飼っている犬の写真を募集し、紹介する。他の動物でも紹介される。
こまたり大喜利
番組のマスコットキャラクター「こまたり」が言うと思われることを募集し、紹介する。
恋文
リスナーからの恋愛エピソードを募集し、2人がアドバイスする。

## イベント
ややとみの番組イベント2023
2024年1月6日に科学技術館サイエンスホールにて開催。当初は2023年7月9日に開催予定であった。なお、富田は出演を見合わせた。
ゲストとして、昼夜の部に上田瞳、昼の部に峯田茉優、夜の部に幸村恵理がそれぞれ出演。
ややとみの 番組イベント2024
2024年12月1日に科学技術館サイエンスホールにて開催。
ゲストとして、昼の部に上田瞳が出演。